# Мухоловка акацієва
Мухоло́вка акацієва (Muscicapa gambagae) — вид горобцеподібних птахів родини мухоловкових (Muscicapidae). Мешкає в Субсахарській Африці та на Аравійському півострові.

## Опис
Довжина птаха становить 12-13 см, вага 12-14 г. Забарвлення непримітне, сірувато-коричневе. Голова округла, задня частина легко смугаста. Груди більш коричневі, поцятковані нечіткими смужками. Дзьоб знизу біля основи жовтуватий. Крила короткі, у згорнутому вигляді досягають основи хвоста. Коли акацієва мухоловка сідає на гілку, вона змахує крилами, як строката мухоловка.

## Поширення і екологія
Акацієві мухоловки нерівномірно поширені від Гвінеї, Малі і Кот-д'Івуару до північного сходу ДР Конго, північної Кенії, Джибуті і Сомалі, а також у Саудівській Аравії і Ємені. Вони живуть у відкритих сухих саванах, в сухих чагарникових заростях і рідколіссях. Зустрічаються на висоті від 800 до 2000 м над рівнем моря. Живляться комахами.